# Schenkendöbern
Schenkendöbern (niedersorbisch Derbno) ist eine Gemeinde im Landkreis Spree-Neiße in Brandenburg. Die Ortsteile Grano, Kerkwitz, Groß Gastrose und Taubendorf sowie die Gemeindeteile Albertinenaue und Klein Gastrose zählen zum amtlichen Siedlungsgebiet der Sorben/Wenden.

## Geografie
Schenkendöbern liegt in der Niederlausitz, rund fünfeinhalb Kilometer westlich von Guben und 30 Kilometer Luftlinie nordöstlich von Cottbus. Die Gemeinde grenzt im Norden an Neuzelle im Landkreis Oder-Spree, im Osten an Guben, im Südosten an die polnische Landgemeinde Gubin, im Süden an Jänschwalde, im Südwesten an Tauer und Turnow-Preilack, im Westen an Lieberose und Jamlitz (beide im Landkreis Dahme-Spreewald) sowie im Nordwesten an Friedland und Grunow-Dammendorf (beide im Landkreis Oder-Spree).
Im westlichen Teil des Gemeindegebietes liegen die Reicherskreuzer Heide und die Lieberoser Heide mit einem Teil des ehemaligen Truppenübungsplatzes Lieberose. Die Ortsteile Bärenklau und Pinnow grenzen an das Naturschutzgebiet Pinnower Läuche und Tauersche Eichen, zwischen Krayne und dem Ortsteil Schenkendöbern liegt das Naturschutzgebiet Krayner Teiche/Lutzketal. Der Ortsteil Groß Gastrose liegt an der Lausitzer Neiße, die an dieser Stelle die Grenze zu Polen bildet.

## Gemeindegliederung
Die Gemeinde Schenkendöbern gliedert sich in die folgenden Ortsteile, Gemeindeteile und Wohnplätze:
- Atterwasch (Wótšowaš) mit dem Wohnplatz Seehof
- Bärenklau (Barklawa) mit den Wohnplätzen Siedlung (Sedlišćo) und Vorwerk (Forwark)
- Grabko (Grabk)
- Grano (Granow) mit dem Wohnplatz Hammer (Hamry)
- Groß Drewitz (Wjelike Drjejce) mit den Wohnplätzen Göhlenvorwerk, Neue Häuser und Schieben
- Groß Gastrose (Gósćeraz) mit dem Gemeindeteil Klein Gastrose (Mały Gósćeraz)
- Kerkwitz (Keŕkojce) mit dem Wohnplatz Neißeaue (Nysowy Ług)
- Krayne (Krajna)
- Lauschütz (Łužyca) mit dem Wohnplatz Lauschützer Mühle
- Lübbinchen (Lubink) mit dem Wohnplatz Forsthaus Waldhof
- Pinnow (Pynow) mit den Wohnplätzen Forsthaus Eichhorst (Gólnikaŕnja Dubina) und Teerofen (Mazniki)
- Reicherskreuz (Rychartojce)
- Schenkendöbern (Derbno) mit dem Gemeindeteil Wilschwitz (Wólšnica) und den Wohnplätzen Seemühle (Jazorowy Młyn) und Vorwerk (Forwark)
- Sembten (Semtyń)
- Staakow (Stoki)
- Taubendorf (Dubojce) mit dem Gemeindeteil Albertinenaue (Albertininy Ług)

## Geschichte

### 14. bis 19. Jahrhundert

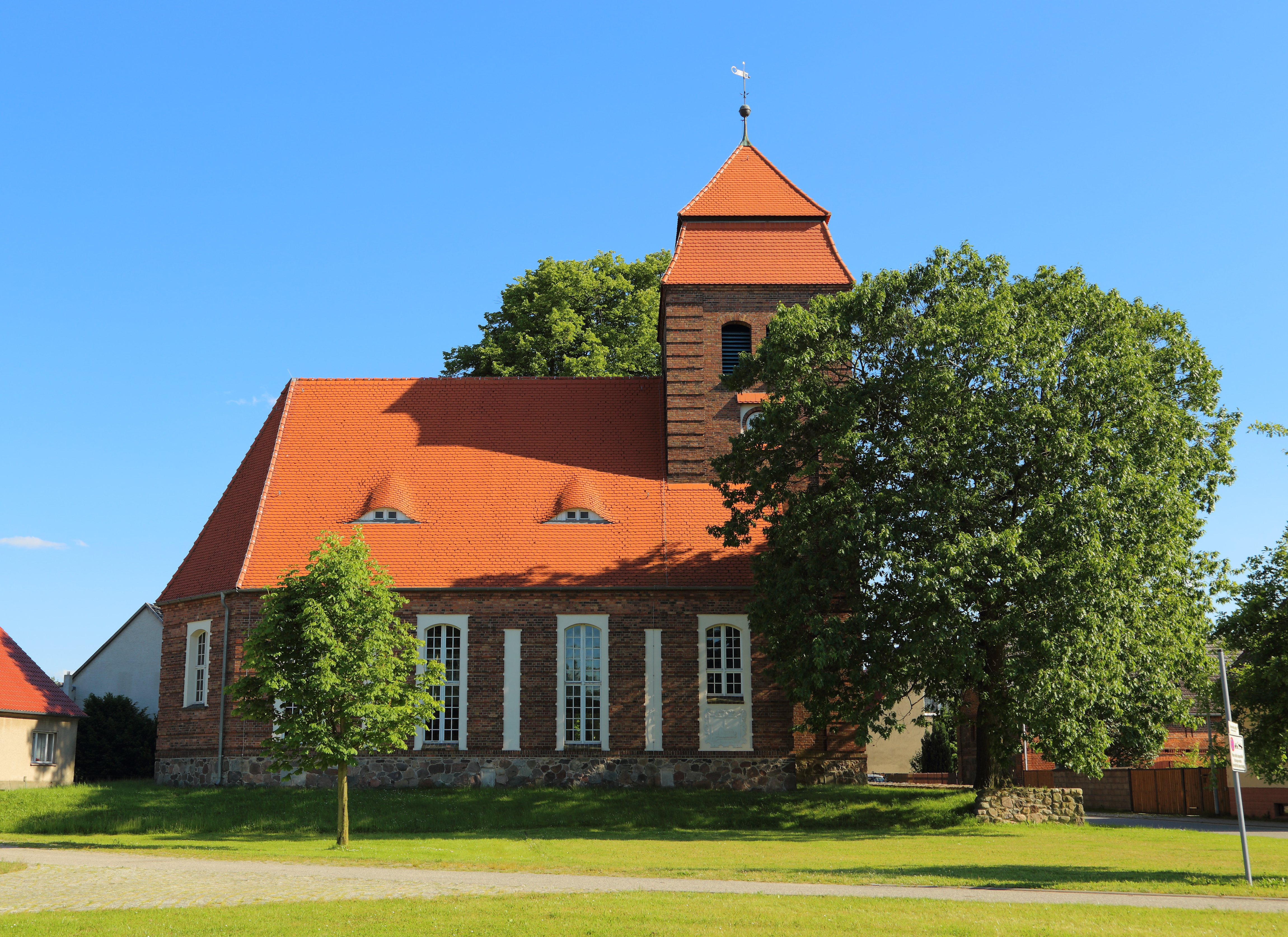
Kirche in Pinnow

Der Ort Krayne mit 184 Einwohnern (Stand: 2004) wurde im Jahr 1465 erstmals urkundlich erwähnt. Im selben Jahr ist auch von einem Ort namens Schenkendobir die Rede. Die Bezeichnung setzt sich aus „Schenken“ und dem sorbischen „Döbern“ (Dubrawa, deutsch: Eichenwald) zusammen, was auf die Lage des Orts in einer feuchten Talmulde an einem Waldstück hindeutet. Unklar ist, ob „Schenken“ auf ein wohlhabendes Geschlecht der Schenken von Landsberg zurückzuführen ist. Der Ort war mit einem aus dem Mittelalter stammenden Schloss verbunden, das zur Herrschaft Schenkendorf gehörte, die wiederum im Besitz der Herren von Wesenburg stand.
Um 1480 wurden Teile des Ortes an die Stadt Guben verkauft und wechselten von dort bereits neun Jahre später an den Landvogt Nickel von Köckritz, der die Gemeinde wiederum 1512 an den Johanniterorden verkaufte. Dort blieb sie bis zur Auflösung des Ordens 1811 in Besitz. Das Gut wurde von den Johannitern als Vasallengut weiter verliehen. In diesen Jahrhunderten wurde in geringem Umfang Handel über die Fernstraße von Guben über Lieberose und Lübben bis nach Leipzig getrieben. Daneben war die Landwirtschaft die Haupteinnahmequelle der Gemeinde. Die Bauern kultivierten Roggen, Gerste, Hafer, Buchweizen, Lein, Erbsen, Hirse und Hanf, ab 1790 auch Hopfen. Seit Ende des 18. Jahrhunderts werden Kartoffeln angebaut. Ab 1520 wird eine Gastwirtschaft, bis 1750 eine Wasserburg erwähnt. 1840 war das Gut im Besitz einer Witwe Breitenfeld.

### 20. und 21. Jahrhundert

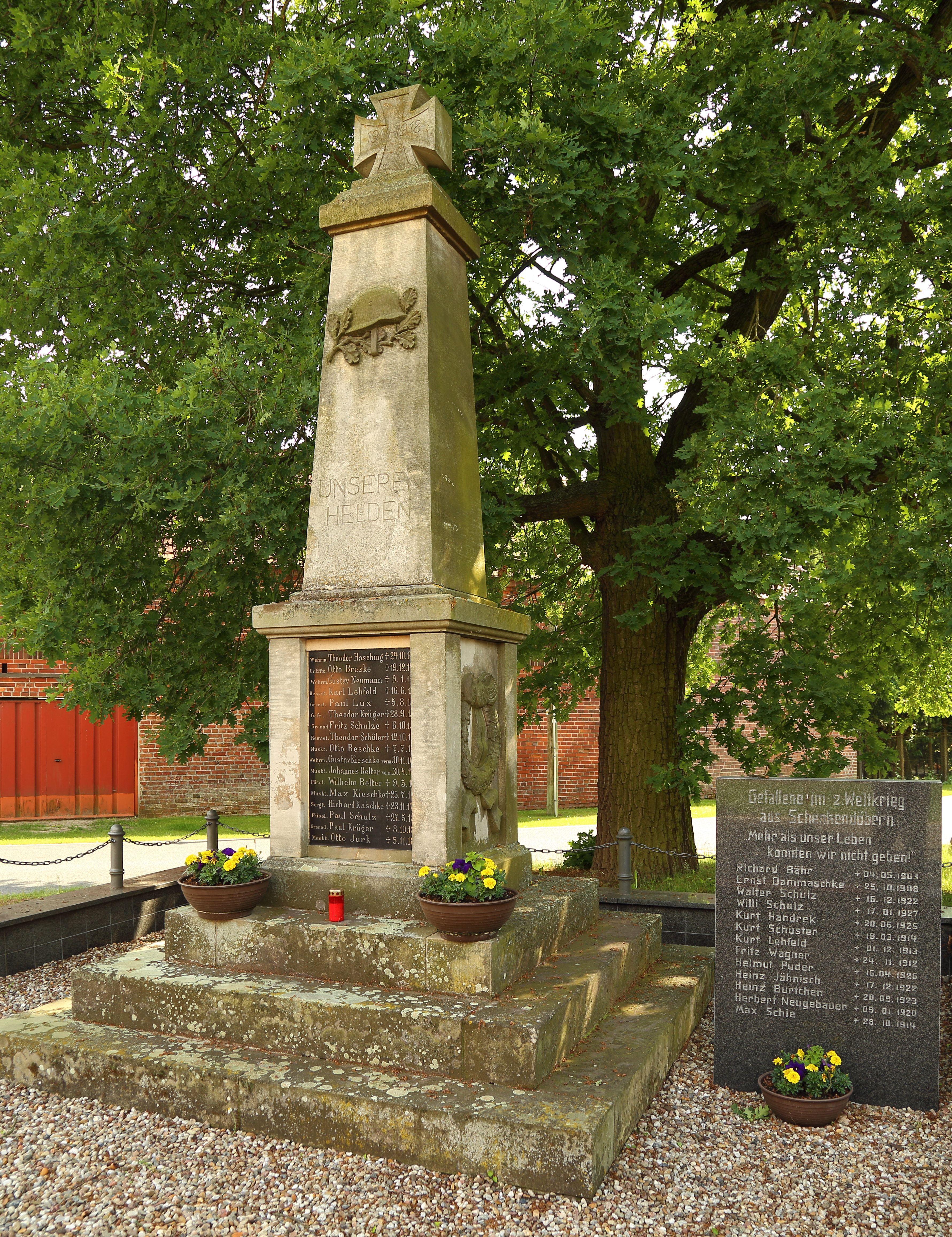
Kriegerdenkmale in Schenkendöbern

Das Gut wechselte mehrfach den Besitzer, bis es 1917 von der Familie Vorsteher zu einem Landwirtschaftsbetrieb mit Viehzucht und Molkerei ausgebaut wurde. Ab 1924 wurden Flaschenmilch sowie weitere Molkereiprodukte nach Guben verkauft. Nach dem Ende des Zweiten Weltkrieges wurde Vorsteher durch die Auswirkungen der Bodenreform enteignet. Das Gebäude wurde von Umsiedlern bewohnt, später als Bürgermeisteramt, LPG-Küche und -Büro genutzt. Die umliegenden Flächen wurden an Bauern und Umsiedler verteilt. Bis 1960 entstanden insgesamt vier LPGs, darüber hinaus am Ochsenberg ein Rinderkombinat und im Schenkendöberner Vorwerk ein Schweinestall. Bis 1969 wuchs die KAP „F 97“ auf sieben LPGs an – mit Groß Gastrose 1976 die letzte verbliebene LPG. In diesem Jahr wurde die LPG in eine Kooperative Abteilung Pflanzenproduktion (KAP) mit dem Namen „Wilhelm Pieck“ umbenannt. Sie umfasste bis zur Wiedervereinigung eine Fläche von 6600 Hektar Ackerland und Wiese. 1989 trennte sich Groß Gastrose von Schenkendöbern; ein Jahr später Groß Drewitz.
Südlich des Gemeindegebiets befindet sich der Tagebau Jänschwalde. Im Jahr 2007 wurden Pläne bekannt, nach denen Vattenfall den 2019 auslaufenden Tagebau nach Norden erweitern wollte. Die Schenkendöberner Ortsteile Kerkwitz, Grabko und Atterwasch mit zusammen ca. 900 Einwohnern wären von der Umsiedlung betroffen gewesen. Am 30. März 2017 gab der neue Eigentümer LEAG schließlich bekannt, auf die Erweiterung von Jänschwalde zu verzichten.

### Verwaltungsgeschichte
Atterwasch, Bärenklau, Grabko, Grano, Groß Drewitz, Groß Gastrose, Kerkwitz, Krayne, Lauschütz, Lübbinchen, Schenkendöbern, Sembten und Taubendorf gehörten seit 1817 zum Kreis Guben, Pinnow, Reicherskreuz und Staakow zum Kreis Lübben (Spreewald) in der preußischen Provinz Brandenburg. Alle Orte wurden 1952 in den Kreis Guben im DDR-Bezirk Cottbus eingegliedert. Seit 1993 liegen sie im brandenburgischen Landkreis Spree-Neiße.
Am 31. Dezember 1998 schlossen sich Grano, Groß Drewitz, Krayne, Lauschütz, Schenkendöbern und Sembten zur Gemeinde Lutzketal zusammen. Gleichzeitig bildeten Lübbinchen, Pinnow, Reicherskreuz und Staakow die neue Gemeinde Pinnow-Heideland. Bereits am 28. Mai 1998 war durch den Zusammenschluss von Groß Gastrose und Kerkwitz die Gemeinde Gastrose-Kerkwitz entstanden.
Die heutige Gemeinde entstand am 26. Oktober 2003 aus dem freiwilligen Zusammenschluss der sechs bis dahin selbstständigen Gemeinden Atterwasch, Bärenklau, Gastrose-Kerkwitz, Grabko, Lutzketal und Pinnow-Heideland.
| Ehemalige Gemeinde | Datum                              | Anmerkung                                                                            |
| ------------------ | ---------------------------------- | ------------------------------------------------------------------------------------ |
| Atterwasch         | 26. Oktober 2003                   |                                                                                      |
| Bärenklau          | 26. Oktober 2003                   |                                                                                      |
| Gastrose-Kerkwitz  | 26. Oktober 2003                   |                                                                                      |
| Grabko             | 26. Oktober 2003                   |                                                                                      |
| Grano              | 31. Dezember 1998                  | Zusammenschluss mit fünf weiteren Gemeinden zu Lutzketal                             |
| Groß Drewitz       | 31. Dezember 1998                  | Zusammenschluss mit fünf weiteren Gemeinden zu Lutzketal                             |
| Groß Gastrose      | 28. Mai 1998                       | Zusammenschluss mit Kerkwitz zu Gastrose-Kerkwitz                                    |
| Kerkwitz           | 28. Mai 1998                       | Zusammenschluss mit Groß Gastrose zu Gastrose-Kerkwitz                               |
| Klein Gastrose     | 1. Juli 1950                       | Eingemeindung nach Groß Gastrose                                                     |
| Krayne             | 31. Dezember 1998                  | Zusammenschluss mit fünf weiteren Gemeinden zu Lutzketal                             |
| Lauschütz          | 31. Dezember 1998                  | Zusammenschluss mit fünf weiteren Gemeinden zu Lutzketal                             |
| Lübbinchen         | 31. Dezember 1998                  | Zusammenschluss mit drei weiteren Gemeinden zu Pinnow-Heideland                      |
| Lutzketal          | 26. Oktober 2003                   |                                                                                      |
| Pinnow             | 31. Dezember 1998                  | Zusammenschluss mit drei weiteren Gemeinden zu Pinnow-Heideland                      |
| Pinnow-Heideland   | 26. Oktober 2003                   |                                                                                      |
| Reicherskreuz      | 31. Dezember 1998                  | Zusammenschluss mit drei weiteren Gemeinden zu Pinnow-Heideland                      |
| Schenkendöbern     | 31. Dezember 1998 26. Oktober 2003 | Zusammenschluss mit fünf weiteren Gemeinden zu Lutzketal, Bildung der neuen Gemeinde |
| Sembten            | 31. Dezember 1998                  | Zusammenschluss mit fünf weiteren Gemeinden zu Lutzketal                             |
| Staakow            | 31. Dezember 1998                  | Zusammenschluss mit drei weiteren Gemeinden zu Pinnow-Heideland                      |
| Taubendorf         | 1. Februar 1974                    | Eingemeindung nach Groß Gastrose                                                     |
| Wilschwitz         | 1. Januar 1926                     | Eingemeindung nach Schenkendöbern                                                    |

## Bevölkerungsentwicklung
| Jahr | Einwohner |
| ---- | --------- |
| 2003 | 4 457     |
| 2005 | 4 264     |
| 2010 | 3 942     |
| 2015 | 3 662     |
| 2020 | 3 543     |

| Jahr | Einwohner |
| ---- | --------- |
| 2021 | 3 478     |
| 2022 | 3 457     |
| 2023 | 3 458     |
| 2024 | 3 401     |

Gebietsstand des jeweiligen Jahres, Einwohnerzahl: Stand 31. Dezember, ab 2011 auf Basis des Zensus 2011, ab 2022 auf Basis des Zensus 2022

## Politik

### Gemeindevertretung
Die Gemeindevertretung besteht aus 16 Gemeindevertretern und dem hauptamtlichen Bürgermeister. Die Kommunalwahl am 9. Juni 2024 führte bei einer Wahlbeteiligung von 75,7 % zu folgendem Ergebnis:
| Partei / Wählergruppe                | Stimmenanteil | Sitze |
| ------------------------------------ | ------------- | ----- |
| CDU                                  | 19,0 %        | 3     |
| Wählergruppe Feuerwehr               | 18,9 %        | 3     |
| SPD                                  | 10,0 %        | 2     |
| Wählergruppe Groß Drewitz            | 08,2 %        | 1     |
| Die Linke                            | 08,1 %        | 1     |
| Wählergruppe Senioren                | 07,9 %        | 1     |
| Einzelbewerber Gerald Märksch        | 07,7 %        | 1     |
| Wählergruppe Lutzketal               | 06,7 %        | 1     |
| Einzelbewerberin Melanie Bähr        | 05,8 %        | 1     |
| Wählergruppe Bärenklauer Sportverein | 05,3 %        | 1     |
| Einzelbewerber Christian Huschga     | 02,4 %        | 1     |

### Bürgermeister
- 1998–2003: Karl Krähe 1 (SPD)[13]
- 2003–2019: Peter Jeschke (CDU)[14]
- seit 2019: Ralph Homeister (Wählergruppe Feuerwehr)

Homeister wurde in der Bürgermeisterstichwahl am 15. September 2019 mit 52,8 % der gültigen Stimmen für eine Amtszeit von acht Jahren gewählt.

### Gemeindepartnerschaften
- Ruppichteroth (Nordrhein-Westfalen)
- Trzebiechów (Woiwodschaft Lebus, Polen)

## Sehenswürdigkeiten

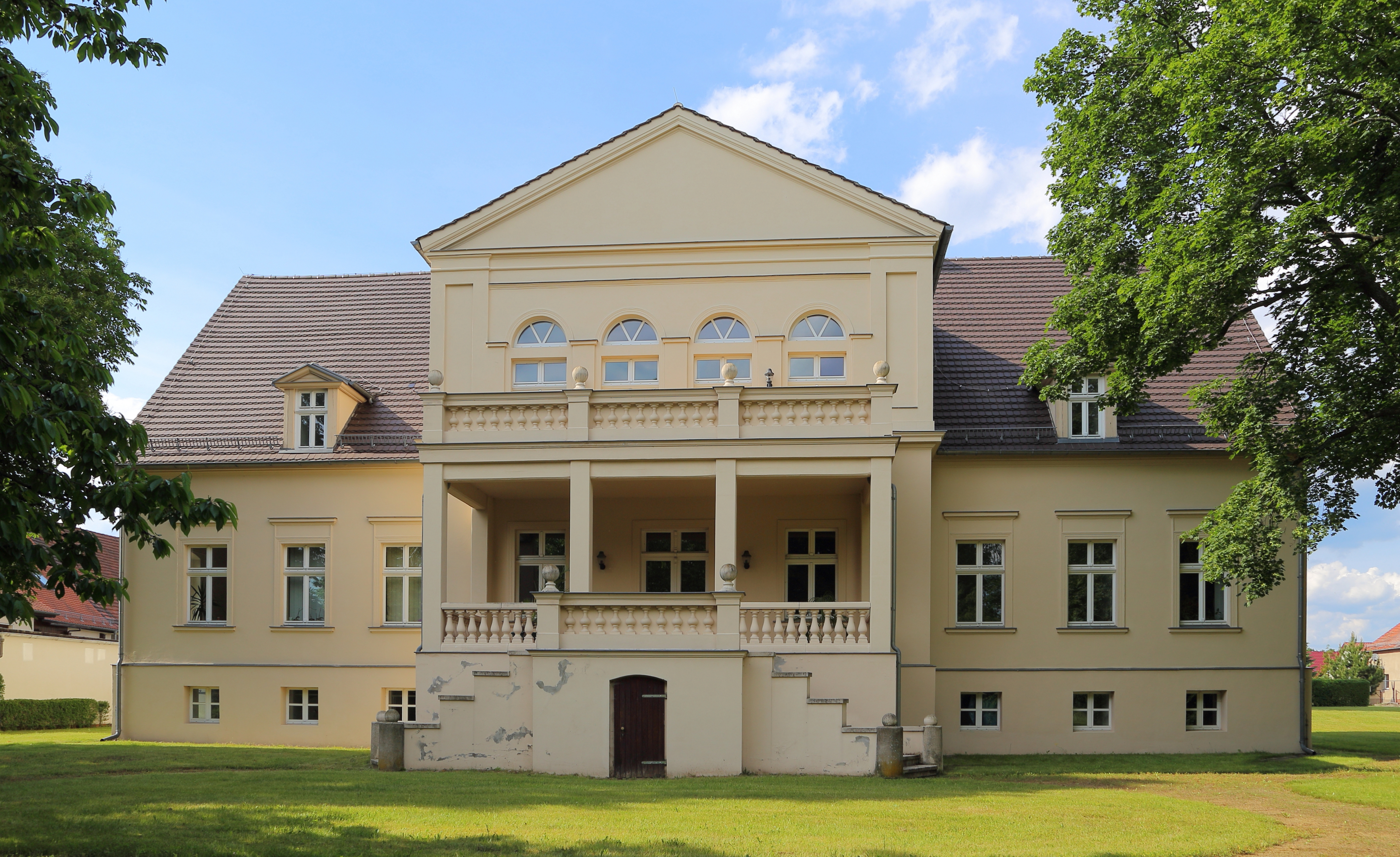
Ehemaliges Herrenhaus und heutiger Sitz der Gemeindeverwaltung

In der Liste der Baudenkmale in Schenkendöbern und in der Liste der Bodendenkmale in Schenkendöbern stehen die in der Denkmalliste des Landes Brandenburg eingetragenen Denkmale.

### Naturparks und Naturschutzgebiete
Der südliche Teil des Naturparks Schlaubetal liegt auf dem Gebiet der Gemeinde Schenkendöbern. Zwischen Reicherskreuz, Staakow und Pinnow liegt die Reicherskreuzer Heide, südlich und westlich des Pinnower Sees liegt das Naturschutzgebiet Pinnower Läuche und Tauersche Eichen.

### Geschichtsdenkmale
Ehrenmal für sowjetische Kriegsgefangene und Zwangsarbeiter im Wald südwestlich von Kerkwitz entlang des Waldweges nach Grabko, das an die zahlreichen Toten eines Kriegsgefangenenlagers erinnert, dessen Geschichte noch der Aufarbeitung harrt.

### Ortsteil Reicherskreuz

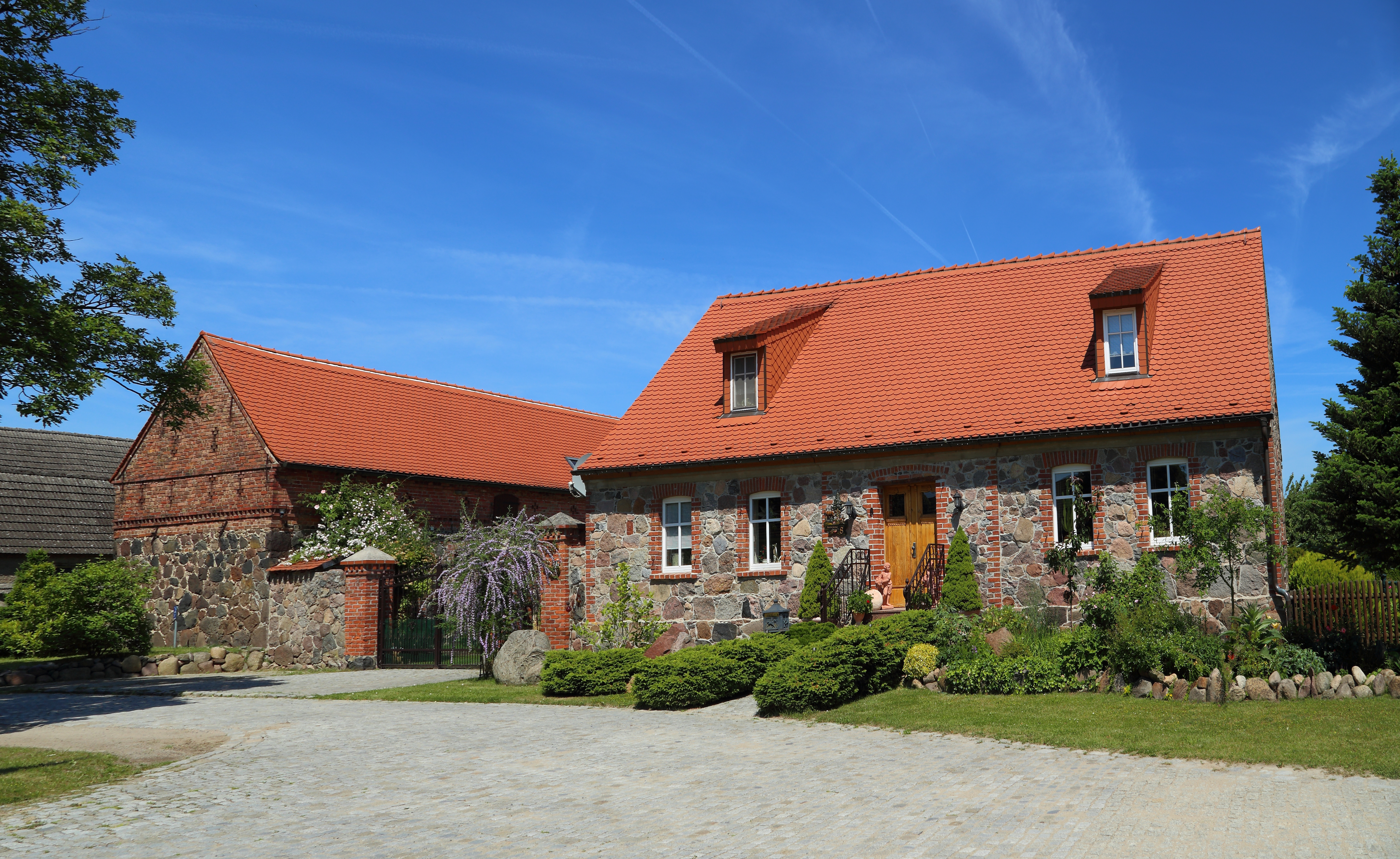
Feldsteinhaus in Reicherskreuz

Das Dorf besteht aus einem geschlossenen Ensemble von Waldarbeiterhäusern, die überwiegend aus Feldsteinen gebaut worden sind. Es steht unter Denkmalschutz (Flächendenkmal). Sehenswert ist auch die Fachwerkkirche aus dem 18. Jahrhundert. In den Wäldern rund um das Dorf, wo man heute das Holz herholt, schoss bis zu ihrem Abzug die sowjetische Armee. Tatsächlich rollten in Reicherskreuz noch bis zur Wende sowjetische Panzer mitten durchs Dorf. Daher bekam der Ort auch erst sehr spät eine richtige Dorfstraße. Weiter rollten die Panzer auch quer durch die sehenswerte Reicherskreuzer Heide, welche sich zwischen Pinnow und Reicherskreuz befindet und einen Aussichtsturm besitzt, von dem man einen Überblick über die gesamte Heidelandschaft hat. Das Heide-Gebiet ist durch die jahrelange militärische Nutzung noch immer munitionsverseucht, weshalb man die befestigten Wege nicht verlassen sollte. Das Dorf ist von allen Seiten durch den Wald erreichbar. In Reicherskreuz leben ca. 60 Einwohner.

## Verkehr

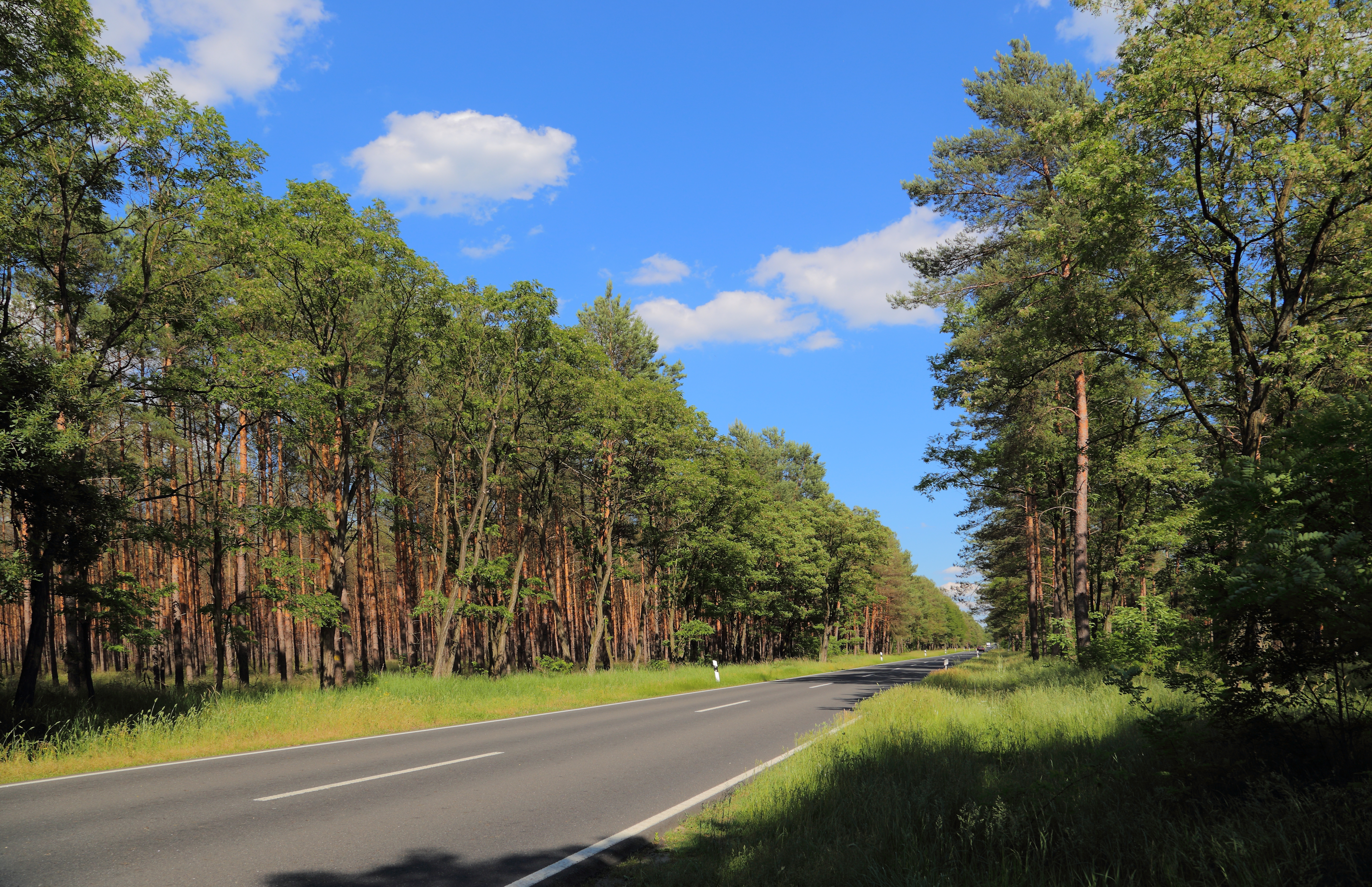
Bundesstraße 320 bei Pinnow

Schenkendöbern liegt an der Bundesstraße 320 zwischen Lieberose und Guben sowie an der Landesstraße L 46 zwischen den Ortsteilen Sembten und Groß Gastrose.
Der Bahnhof Kerkwitz wird von der Regionalbahnlinie RB 11 Frankfurt (Oder)–Cottbus Hauptbahnhof bedient.
Durch die Gemeinde führt die Etappe 4 des Oder-Neiße-Radweges.

## Persönlichkeiten
- Christian August Bähr (1795–1846), Pfarrer und Kirchenlieddichter, geboren in Atterwasch
- Monika Schulz-Höpfner (* 1955), Politikerin (CDU), lebt in Atterwasch
- Frank Dietrich (1966–2011), Politiker (CDU), lebte in Kerkwitz